# Selita Ebanks
Selita Ebanks (ur. 15 lutego 1983 w George Town na Kajmanach) – modelka, najbardziej znana ze współpracy z marką Victoria’s Secret, której „aniołkiem” była w latach 2005-2008.

## Życiorys
Obok Adriany Limy, Izabel Goulart, Heidi Klum, Alessandry Ambrosio, Karolíny Kurková, Mirandy Kerr i Marisy Miller należała do Victoria’s Secret Angels (do 2009 roku). Występuje również w corocznych kalendarzach czasopisma o sporcie Sports Illustrated.
W 2010 roku wystąpiła w krótkometrażowym filmie stworzonym przez Kanye Westa pod tytułem Runaway. Gra w nim spadającego na Ziemię Feniksa, w którym zakochuje się w postać grana przez Kanye Westa.